# 圣洛伦索-德埃尔埃斯科里亚尔
圣洛伦索-德埃尔埃斯科里亚尔，是西班牙马德里自治区的一个市镇，距离马德里47公里。总面积56.4平方公里，总人口18495人（2013年），人口密度328人/平方公里。西班牙皇家陵寢埃斯科里亚尔修道院和佛朗哥以前的陵寢烈士谷皆位於該市鎮境內。